# Кюнг, Леони
Леони Кюнг (нем. Leonie Küng; род. 21 октября 2000, Беринген) — швейцарская профессиональная теннисистка. Финалистка одного турнира WTA в одиночном разряде; победительница одного турнира WTA 125 в парном разряде; победительница двадцати двух турниров ITF (из них одиннадцать — в одиночном разряде).
Финалистка одного юниорского турнира Большого шлема в одиночном разряде (Уимблдон 2018).

## Спортивная карьера
Кюнг выиграла 5 титулов в одиночном разряде и 2 парных титула на турнирах серии ITF. Она выиграла свои первые турниры в одиночном и парном разряде в возрасте 17 лет в ноябре 2017 года в Осло.
В 2019 году Кюнг стала национальным чемпионом на Swiss National Doubles в паре с Иленой Ин-Альбон.
Кюнг дебютировала в основной сетке турниров серии WTA на Ladies Open Biel Bienne в 2017 году в парном разряде с Иленой Ин-Альбон.
По-настоящему прорыв Кинг осуществила в феврале 2020 года. Через квалификацию она пробилась в основную сетку Теннисного чемпионата Хуахина 2020. Затем в основной сетке она обыграла трёх игроков из ТОП-100 подряд (Чжу Линь, Ван Цян, Нао Хибино) и вышла в свой первый финал на турнире серии WTA. В финале она проиграла Магде Линетт из Польши в двух сетах со счётом 3−6, 2−6. Этот успех позволил ей совершить серьёзный скачок в рейтинге WTA и она поднялась на 155-е место в рейтинге от 2 марта 2020 года, что стало лучшей её позицией в карьере.

## Итоговое место в рейтинге WTA по годам
| Год  | Одиночный рейтинг | Парный рейтинг |
| 2019 | 330               | 412            |
| 2018 | 446               | 397            |
| 2017 | 611               | 796            |
| 2016 | 878               | 862            |

## Выступления на турнирах

### Финалы турнировWTAв одиночном разряде (1)

#### Поражения (1)
| Легенда:                    |
| --------------------------- |
| Турниры Большого Шлема (0*) |
| Олимпиада (0)               |
| Итоговый чемпионат года (0) |
| Premier Mandatory (0)       |
| Premier 5 (0)               |
| Premier (0)                 |
| International (0+1)         |

| Титулы по покрытиям | Титулы по месту проведения матчей турнира |
| ------------------- | ----------------------------------------- |
| Хард (0+1)          | Зал (0)                                   |
| Грунт (0)           | Зал (0)                                   |
| Трава (0)           | Открытый воздух (0+1)                     |
| Ковёр (0)           | Открытый воздух (0+1)                     |

* количество побед в одиночном разряде + количество побед в парном разряде.
| №  | Дата            | Турнир          | Покрытие | Соперник в финале | Счёт    |
| 2. | 16 февраля 2020 | Хуахин, Таиланд | Хард     | Магда Линетт      | 3-6 2-6 |